# كلارك فيشر
كلارك فيشر (بالإنجليزية: Clarke Fischer)‏ هو لاعب كرة قدم أمريكية أمريكي، ولد في 30 مارس 1900، وتوفي في 21 أكتوبر 1979.